# Clamensane
Clamensane – miejscowość i gmina we Francji, w regionie Prowansja-Alpy-Lazurowe Wybrzeże, w departamencie Alpy Górnej Prowansji.

## Demografia
Według danych na rok 1990 gminę zamieszkiwało 115 osób, a gęstość zaludnienia wynosiła 5 osób/km². W styczniu 2015 r. Clamensane zamieszkiwało 186 osób, przy gęstości zaludnienia wynoszącej 7,8 osób/km².